# 二上射水神社

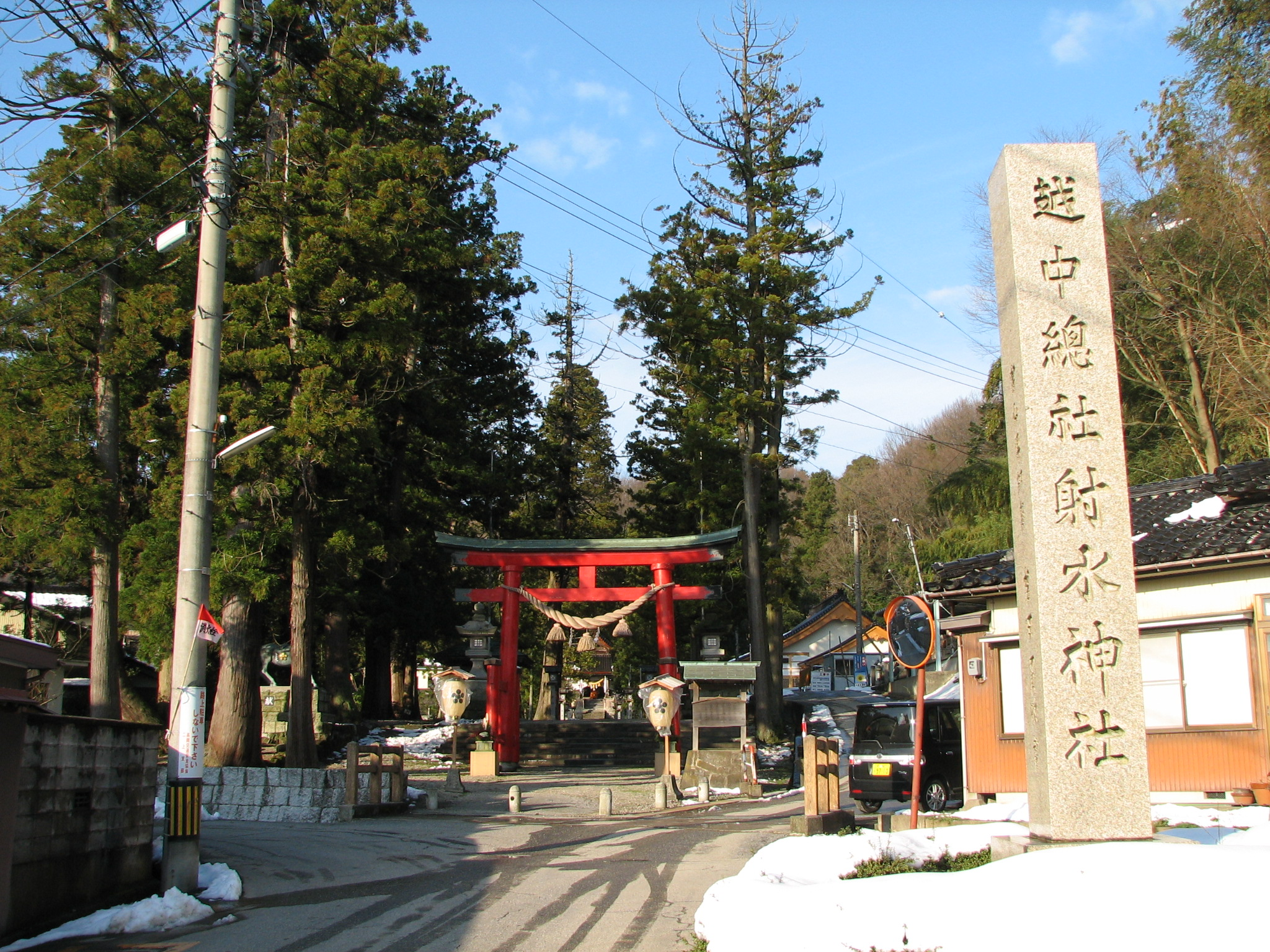
二上射水神社　鳥居と社名標

二上射水神社（ふたがみいみずじんじゃ）は、富山県高岡市の二上山南麓にある神社である。式内名神大社、越中国一宮で明治時代に遷座した射水神社の元の鎮座地である。二上山を神体山とし、二上大神を祀る。旧社格は村社。
境内には、二上山養老寺（別当寺）のひとつである高野山真言宗の寺院、慈尊院も併設されている。
境内地面積は3,000坪。

## 歴史

### 創建から江戸時代
江戸時代以前の歴史は 射水神社 歴史 創建から江戸時代 を参照のこと。

### 明治時代以降
1875年（明治8年）、射水神社は高岡市中心部の高岡城本丸跡に遷座した。これは、射水神社が長らく社僧の強い影響下にあり仏教色が強いものであったためである。
しかし、二上村の氏子からの反対があったため、二上山麓の旧社地には射水神社の分社として二上射水神社が残された。第二次大戦後、二上射水神社は射水神社から独立し、正式名称を「越中総社射水神社」とした。

## 祭事（築山行事）
4月23日の例祭では、特殊神事「築山行事」が行われる。明治期に休止となったが1956年（昭和31年）より復活したもので、高岡御車山祭の御車山は、この「築山行事」を移動できるように発展させたものであるとも考えられている。
境内の三本杉の前に「築山」と呼ばれる3つの祭壇が築かれる。それぞれ、日吉社（摂社）、二上大神、院内社（摂社）の三神を祀るものである。築山は上下2段の雛壇様式で、高さは約４m、幅四間(7.2m)、奥行三間(5.4m)、上段中央には簡素な唐破風の祠の屋根に、主神である斧を振り上げた天狗を祀り、下段には、それぞれ面をつけた仏門守護の四天王、持国天（じこくてん）・増長天（ぞうちょうてん）・広目天（こうもくてん）・多聞天（たもんてん）の藁人形を配し、両側に桜と、モクレンの造花を飾る。なお、これらの藁人形には通常顔部分に面（築山古面）が着けられていたが、1950年（昭和25年）に台風で中止になった時以来着けられていないほか、一部の面が行方不明となっている。また現存する面は大変古いことから、富山大学芸術文化学部の教授の協力を得て、2022年（令和4年）より面（古面）を3Dスキャナーでスキャニングしたデータをもとに忠実なレプリカの木彫の面（古面）を作成し今後使用するとしている。
例祭の儀式の後に院内社、二上大神、日吉社の順で3基の神輿が巡行するが、途中で院内社の神輿だけが鳥居の外に出た後、二上大神と日吉社の間に割って入る。これを「院内わりこみ」というが、その意味は伝わっていない。この行事は一年の豊作を祈る古代信仰の形態である。なお、築山行事の神事が終わると二上山の悪い神様が暴れると伝わるため、築山は大急ぎで解体される。
この行事は能登にある石動山（せきどうざん又はいするぎやま）の伊須流岐比古（いするぎひこ）神社でも行なわれていたが明治期に廃絶、富山県内で同じく国の重要無形民俗文化財に指定されている射水市の放生津八幡宮の築山行事と、ここ二上射水神社で行われているだけであり、全国的にも珍しい行事である。なお3ケ所の主神の見た目から、放生津の「足なし」、二上山の「手なし」、石動山の「口なし」と云われてきた。
ここ二上射水神社の築山は、1960年（昭和35年）3月12日に「築山」が高岡市の有形民俗文化財に、1982年（昭和57年）1月18日には「築山行事」が富山県の無形民俗文化財に指定され、2006年（平成18年）に、「とやまの文化財百選（とやまの祭り百選部門）」に選定されている。

## 社宝
- 木造男神坐像（1968年4月25日、国重要文化財指定）[1]